# فن كارولنجي

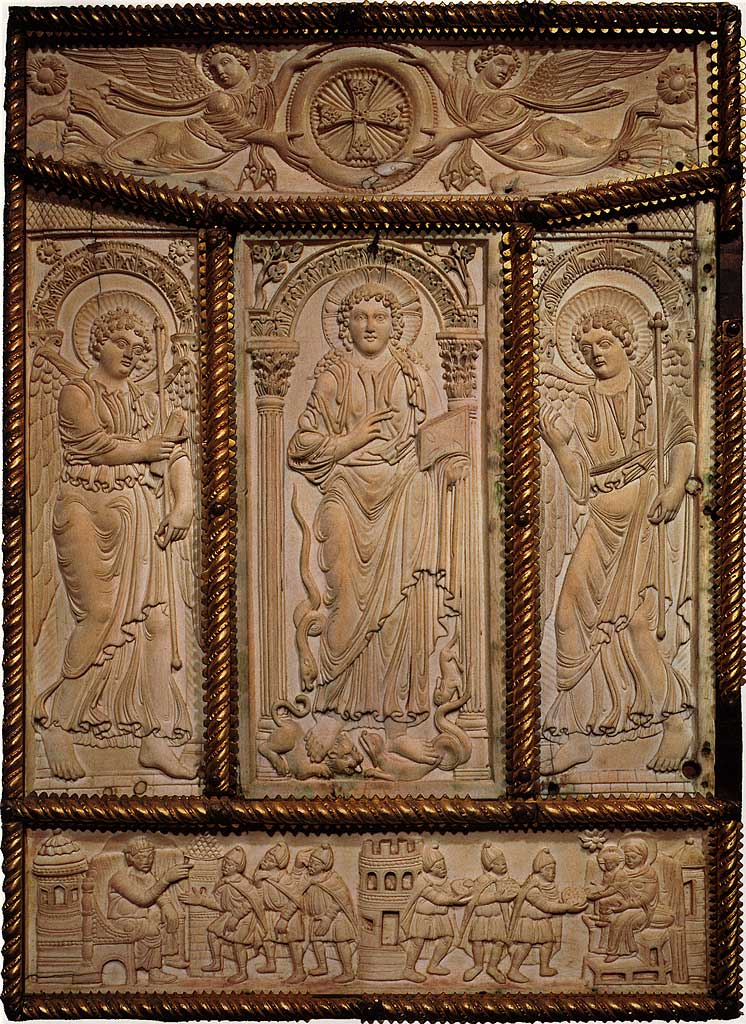
أناجيل لورش، غلاف الكتاب العاج. أواخر العصور القديمة المشاهد الامبراطورية تتكيف مع الموضوع المسيحي.

يأتي الفن الكارولنجاني من إمبراطورية الفرنجة في فترة 120 عامًا تقريبًا من حوالي 780 إلى 900 - في عهد شارلمان وورثته المباشرين - المعروفة باسم عصر النهضة الكارولنجية. تم إنتاج هذا الفن من قبل ولأجل مجموعة من الأديرة الهامة تحت رعاية الإمبراطورية؛ يُظهر الناجون من خارج هذه الدائرة الساحرة انخفاضًا كبيرًا في جودة المصنعية وتطور التصميم. تم إنتاج هذا الفن في عدة مراكز في ما يعرف الآن بفرنسا وألمانيا والنمسا وشمال إيطاليا والبلدان المنخفضة، وحصل على تأثير كبير، عبر مراكز البعثات القارية، من الفن الجزيري للجزر البريطانية، فضلاً عن عدد من البيزنطيين الفنانين الذين يبدو أنهم كانوا مقيمين في مراكز كارولنجية. 

## مخطوطات مذهبة

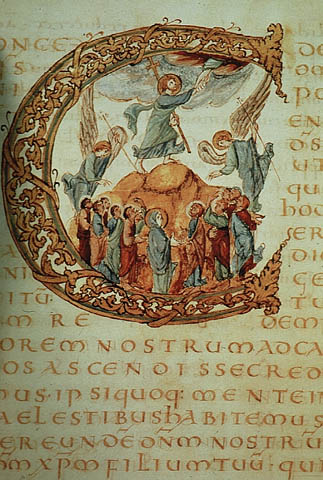
Drogo Sacramentary ، ج. 850: يحتوي تاريخ "C" الأولي على صعود المسيح. النص مكتوب بالحبر الذهبي.

إن أكثر الأعمال الباقية في عصر النهضة الكارولنجية هي مخطوطات مذهبة. لقد نجا عدد من المخطوطات الفاخرة، ومعظمها من كتب الإنجيل، مزينة بعدد صغير نسبياً من المنمنمات ذات الصفحة الكاملة، وغالبًا ما تتضمن صورًا تبشيرية وطاولات شرائع فخمة، تتبع سابقة فن الجزر الإنجليزي في بريطانيا وإيرلندا. الصور السردية وخاصة الدورات نادرة، ولكن يوجد الكثير منها، معظمها من العهد القديم، وخاصة سفر التكوين؛ غالبًا ما توجد مشاهد للعهد الجديد على النقوش العاجية على الأغطية. تم تبني الأحرف الأولى من الفن المعزول الضخمة والمزخرفة بشكل كبير، كما تم تطوير المزيد من الأحداث التاريخية المؤرّخة، حيث شوهدت مشاهد سردية صغيرة لأول مرة قرب نهاية الفترة، لا سيما في سرّ Drogo Sacramentary . أعطيت المخطوطات الفاخرة روابط الكنوز أو الأغطية الغنية مع جواهر موضوعة في ألواح ذهبية ومنحوتة منحوتة، وكما هو الحال في الفن المعزول، كانت هناك أشياء مهيبة محفوظة في الكنيسة أو الخزانة، وفئة مختلفة من الأشياء من المخطوطات العاملة المحفوظة في المكتبة، حيث قد تكون بعض الأحرف الأولى مزينة، وأضاف الرسومات القلم في عدد قليل من الأماكن. عدد قليل من أروع المخطوطات الإمبراطورية كتبت على الرق. يعتبر Bern Physiologus مثالًا نادرًا نسبيًا على مخطوطة علمانية مصورة بشكل كبير بمنمنمات مطلية بالكامل، تقع بين هاتين الفئتين، وربما يتم إنتاجها للمكتبة الخاصة لفرد مهم، كما كان الفاتيكان تيرنس. يقف Utrecht Psalter بمفرده كنسخة مكتبة شديدة التوضيح من المزامير تم إعدادها بالقلم الجاف والغسل، ومن شبه المؤكد أن نسخها من مخطوطة سابقة.